# 2021 DR15
2021 DR15 est un objet transneptunien d'une dimension probable de plus de 700 km, ce qui en fait une planète naine potentielle. 